# Gōtoku-ji
Gōtoku-ji (jap. 豪徳寺) – świątynia buddyjska szkoły sōtō w Tokio (okręg specjalny Setagaya), w Japonii. W tej niewielkiej świątyni zaczęła się historia popularnego, „przynoszącego szczęście” białego kota maneki-neko.

## Historia
Świątynia powstała w 1480. Według legendy, daimyō Naotaka Ii spotkał w tym miejscu białego kota, który machał do niego łapką, zapraszając Ii do świątyni. Ii, zdziwiony niezwykłym zachowaniem kota, wszedł za nim do wnętrza świątyni i w tym momencie w miejsce, w którym stał wcześniej uderzył piorun. Z wdzięczności za uratowanie mu życia, daimyō znacznie rozbudował i ozdobił świątynię.
Ten legendarny kot stał się pierwowzorem figurki popularnego maneki-neko, a Gōtoku-ji było pierwszym miejscem, gdzie zaczęto wytwarzać figurki „kota przynoszącego szczęście” i gdzie uznano go za wcielenie bogini miłosierdzia Kannon.
Dzisiaj na terenie świątyni znajduje się ponad tysiąc figurek maneki-neko różnych wielkości. Zgodnie z tradycją ustawili je tutaj ludzie, którym pomógł on spełnić życzenia. Wiszą tutaj także setki tabliczek ema, na których widnieje wizerunek białego kota i gdzie napisane są życzenia, które ma on pomóc spełnić. Znajduje się tu także grób Naotaki Ii.

## Galeria

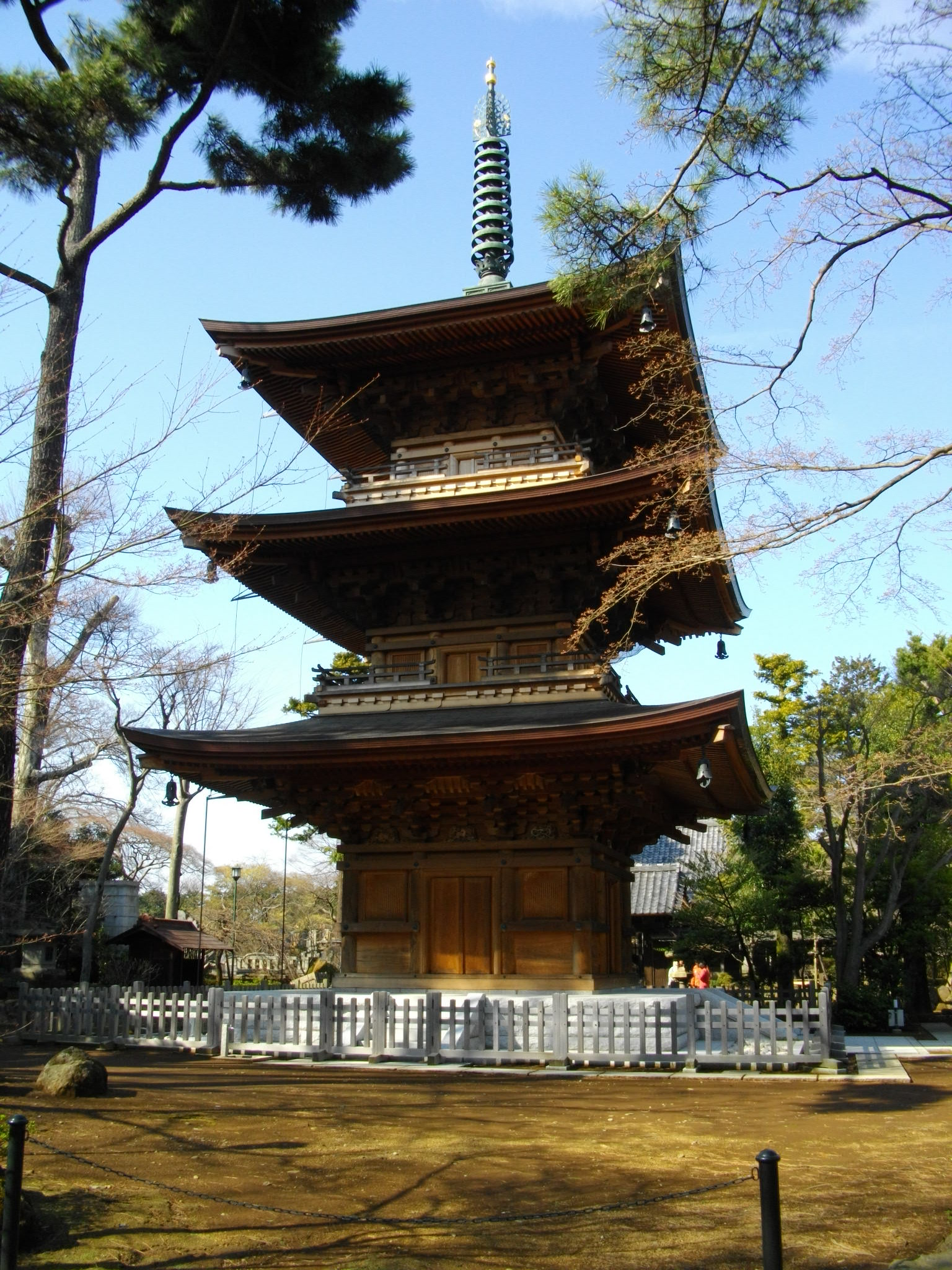
Trzypiętrowa pagoda
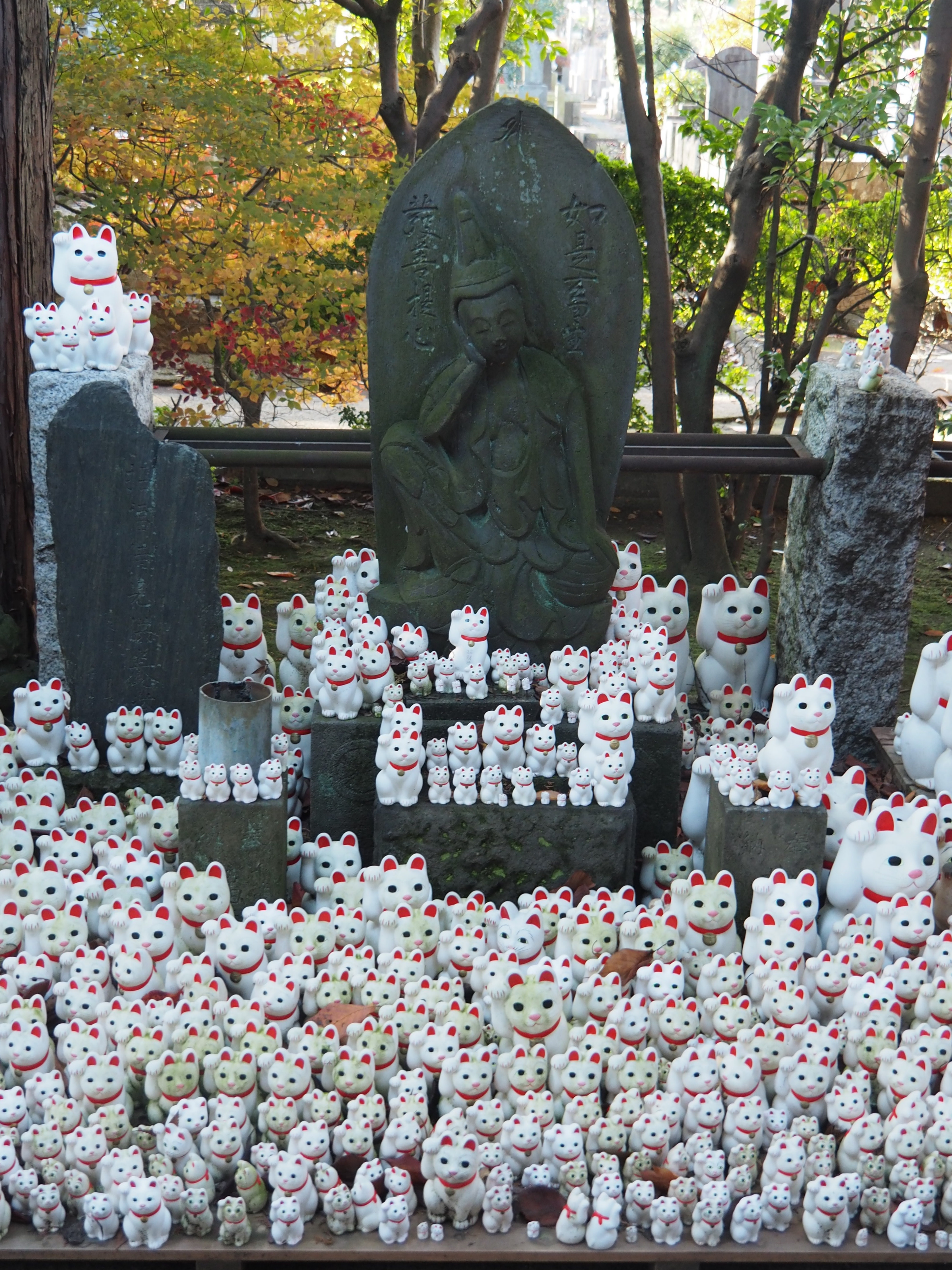
Maneki-neko w świątyni
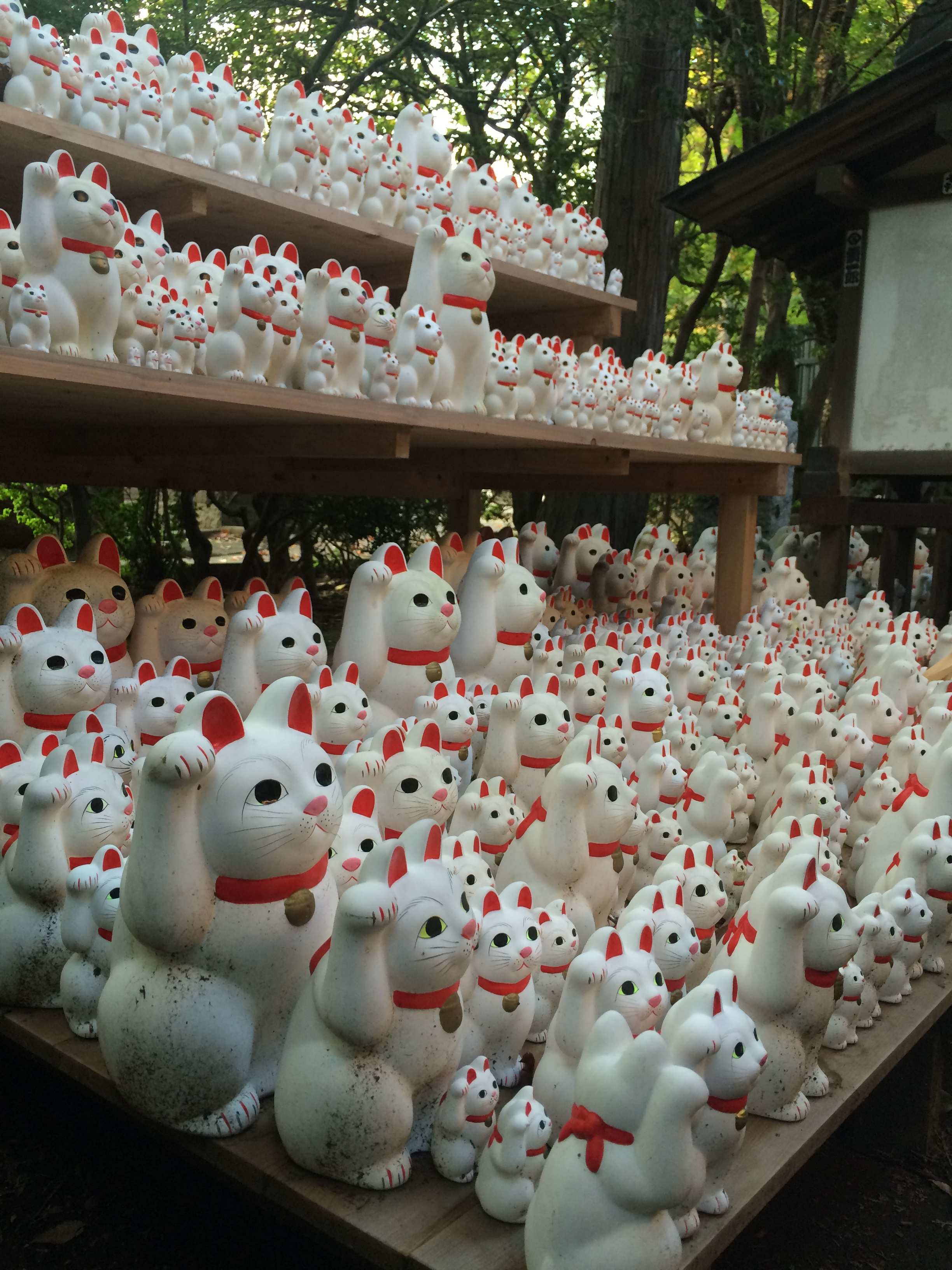
Maneki-neko
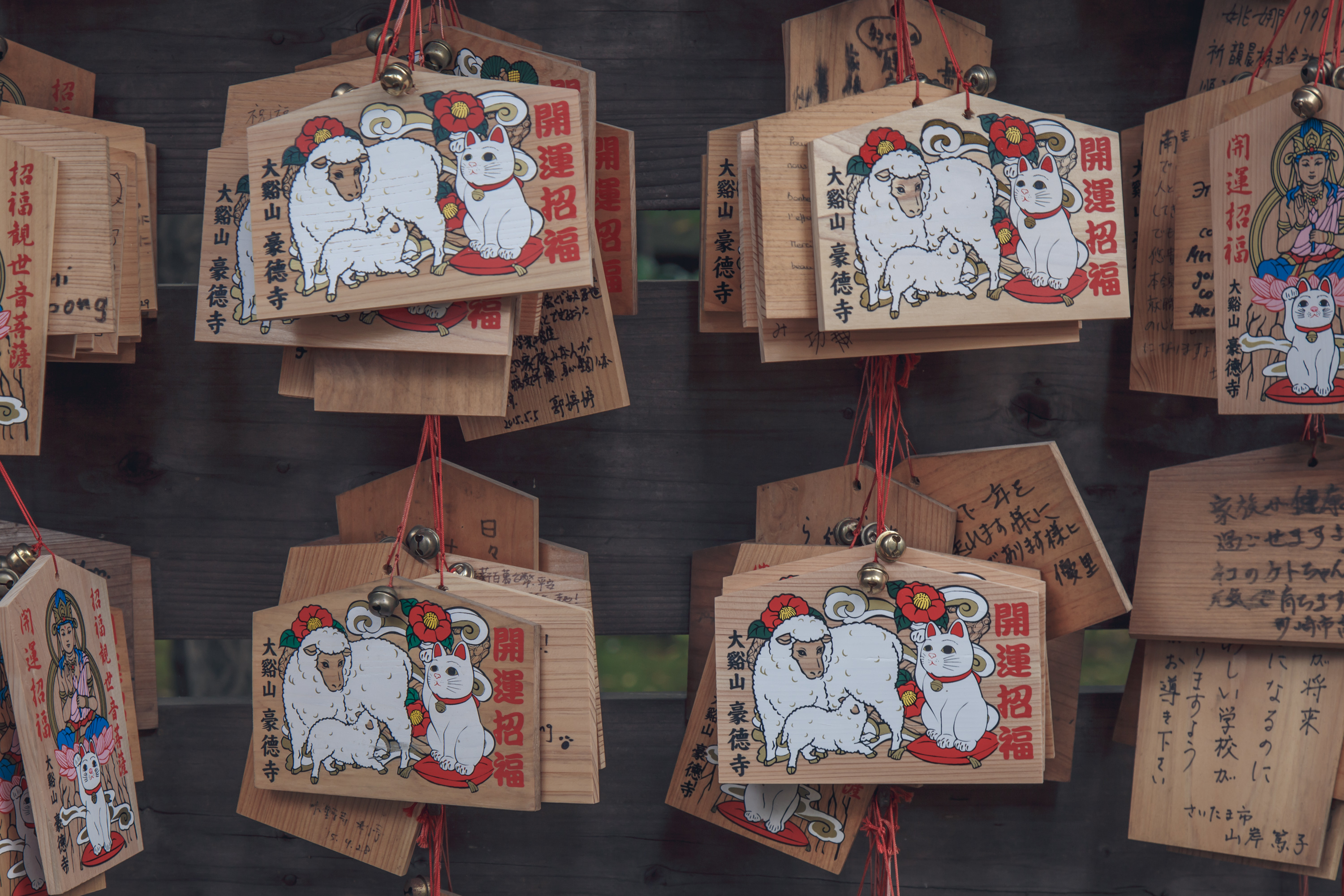
Tabliczki wotywne ema
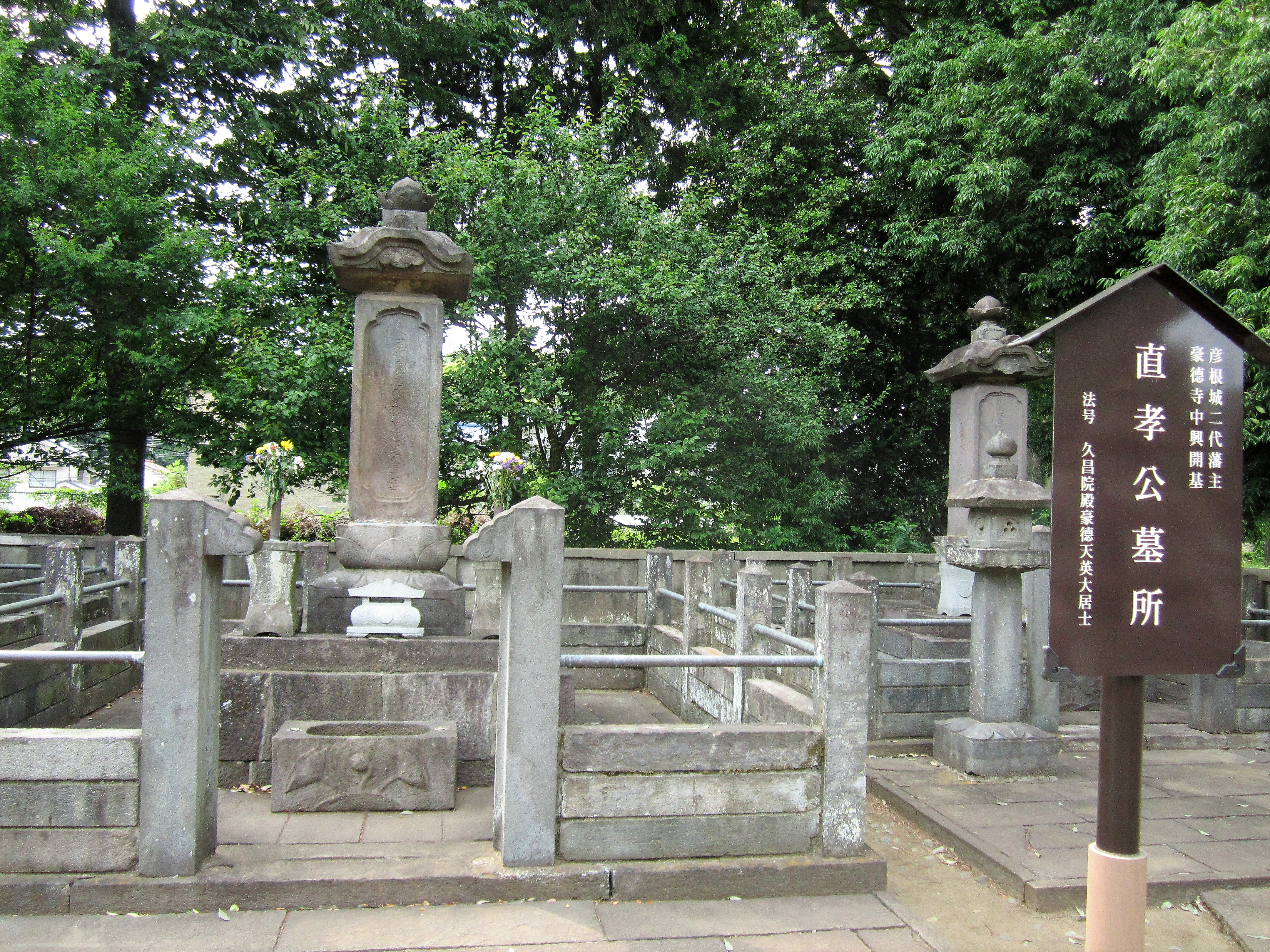
Grób Naotakiego Ii